# Kogda ja stanu velikanom
Kogda ja stanu velikanom (russisk: Когда я стану великаном) er en sovjetisk spillefilm fra 1979 af Inessa Tumanjan.

## Medvirkende
- Mikhail Olegovitj Jefremov - Petja Kopejkin
- Lija Akhedzjakova - Juliette Ashotovna
- Inna Uljanova - Elvira Pavlovna
- Marina Sjimanskaja - Lidija Nikolaevna
- Oleg Jefremov